# محصول حاضن

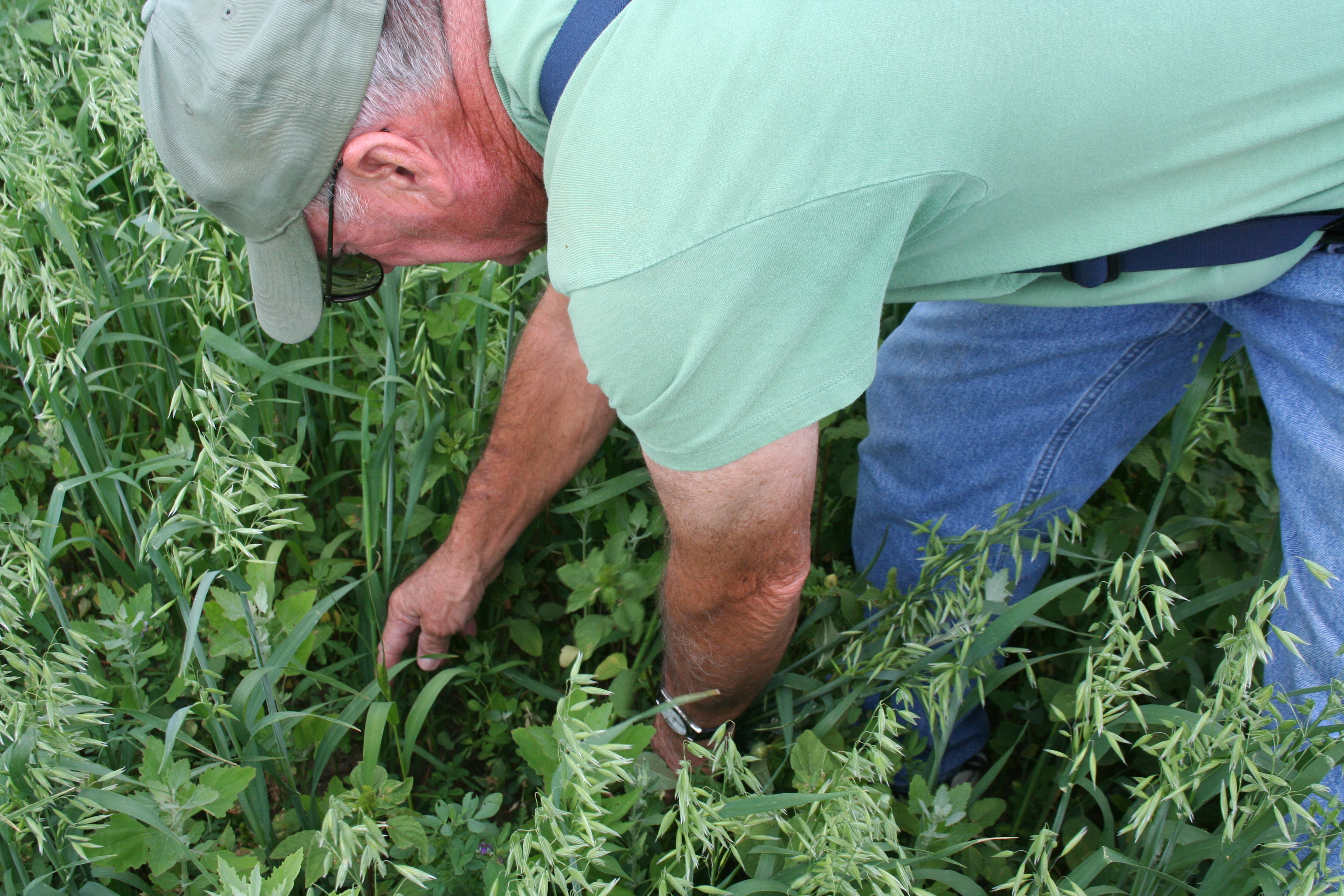
الشوفان محصولًا وقائيًا للبرسيم

المحصول الحاضن أو المحصول الوقائي (بالإنجليزية: Nurse crop)، هو محصول سنوي يستخدم للمساعدة في إنشاء محصول معمر. الاستخدام الواسع للمحاصيل الوقائية هو في إنشاء النباتات البقولية مثل البرسيم والبرسيم والشجر. يستخدم في إنشاء الأعشاب المعمرة أحيانًا.
تقلل المحاصيل الوقائية من الإصابة بالأعشاب الضارة، وتمنع التآكل، وتمنع أشعة الشمس المفرطة من الوصول إلى الشتلات الرقيقة. غالبًا ما يمكن حصاد وقائية مثل الحبوب أو القش أو التبن أو المراعي. الشوفان هي أكثر المحاصيل الوقائية شيوعًا. بعض المحاصيل الوقائية للنباتات الطويلة أو الكثيفة ذات المظلات، قد تحمي الأنواع الأكثر ضعفًا من خلال التظليل أو عن طريق توفير الرياح.